# Thetis
Thetis (řecky Θέτις) je v řecké mytologii dcerou mořského boha Nérea a jeho manželky Dóridy. Je matkou největšího bojovníka a hrdiny trojské války Achillea.
Je krásná a tak není divu, že se do ní zamiloval bůh moře Poseidón i nejvyšší bůh Zeus. Když však vyšla najevo věštba, že její syn předčí svého otce, donutil ji Zeus vzít si smrtelníka, fthíjského krále Pélea. Tomu později porodila syna Achillea.
Ani jeho budoucí sláva jí však mnoho štěstí nepřinesla, jiná věštba totiž říkala, že její syn si získá velkou slávu, ale zahyne mladý nebo naopak bude žít dlouho jako bezvýznamný muž. Je jisté, že matka a syn se v tomto nemohli shodnout.
Thetis je dobrotivá a laskavá, a tak nejednou zasáhla do běhu událostí právě svou dobromyslnou povahou. Zachránila boha Héfaista, když ho jeho matka Héra svrhla z Olympu pro jeho tělesnou vadu. Thetis také ukryla boha Dionýsa před pronásledováním šíleného Lykúrga. Když Dia připoutali k trůnu vzbouření bohové, přivolala na pomoc obra Briarea, který ho osvobodil.
Na její svatbě s Péleem došlo ke známému sporu o zlaté jablko „té nejkrásnější“ ze zahrady Hesperidek, které vedlo k rozpoutání dlouhé trojské války. V ní její syn Achilleus položil svůj mladý život.

## Odraz v umění
Thetis ve společnosti Pélea a bohyně Afrodíty je jedním z nejlepších antických vyobrazení bohyně Thetis. Lze je vidět na Portlandské váze z 1. stol. n. l. (dnes v Britském muzeu v Londýně)